# Sociedad de Obreros y Artesanos
La Sociedad de Obreros y Artesanos de Montería fue una asociación colombiana, fundada en Montería el 22 de abril de 1918 por un grupo de obreros y artesanos dirigidos por el italiano Vicente Adamo, pionero de las luchas proletarias en Colombia y la campesina corozalera Juana Julia Guzmán, pionera del movimiento feminista en el país.

## Ideología
Los lineamientos de la Sociedad de Obreros y Artesanos fueron eminentemente político-sociales. Vicente Adamo y Juana Julia Guzmán (famosa por acuñar la frase: "El cobarde no hace historia"), fundaron un periódico llamado La Libertad, como órgano de difusión.
En esta agremiación, los campesinos de la región del Río Sinú luchaban por:
- A. Combatir la matrícula, sistema de contratación en que el patrón se comprometía con el peón a darle alimento, ropa, servicios médicos y un jornal de 20 centavos diarios. A cambio, el matriculado (trabajador) debía cuidar los animales de la hacienda y labrar la tierra.
- B. Eliminar los abusos sociales, en especial aquellos derivados del sistema de matrícula.
- C. Exaltación de la mujer como ser social y eliminación del machismo, bajo la consigna “por la emancipación de la mujer organizando sociedades feministas”.